# Daniel Coke
Pour les articles homonymes, voir Coke.
Daniel Parker Coke (17 juin 1745 - 6 décembre 1825) est un barrister et député anglais.

## Biographie

### Jeunesse
Coke était l'unique fils de Thomas Coke (1700-1776), barrister, et de sa femme, Matilda Goodwin (1706-1777). Il faisait partie d'une vieille famille du Derbyshire, les Coke de Trusley. Il poursuivit son éducation à la Derby School, au Queen's College d'Oxford et au All Souls College d'Oxford, où il obtint son Bachelor of Arts en 1769 et son Master of Arts en 1772. Il étudia ensuite au Lincoln's Inn de Londres .

### Carrière
Daniel Coke entra au barreau en 1768, et exerça le métier de barrister au Midland Circuit.
De 1776 à 1780, il fut député de Derby, puis de 1780 à 1812, député de Nottingham. 
Dès 1793, Coke soutint la politique du gouvernement britannique en guerre contre la France. En 1802, Coke perdit au élection législative face au Dr Joseph Birch of Preston, en raison de son impopularité grandissante due au fait qu'il était favorable à cette guerre, tenue pour responsable de l'augmentation du prix de la nourriture. Il fit une pétition contre les résultats et en mai 1803, gagna les nouvelles élections. En 1806, il battu Birch à nouveau à plate couture. 
Après avoir pris sa retraite au parlement, Coke continua de travailler en tant que président des quarter sessions du Derbyshire jusqu'en 1818.
Il ne se maria jamais. Il mourut à Derby en 1825; un monument important lui est dédié à la cathédrale de Derby.
Joseph Wright of Derby peint un portrait de lui et de son cousin qui se trouve de nos jours au Derby Museum and Art Gallery.